# Collégiale Saint-Fursy de Péronne
Pour les articles homonymes, voir Église Saint-Fursy.
La collégiale Saint-Fursy est une église aujourd'hui disparue qui était située à Péronne, dans le département de la Somme. Elle avait été fondée au milieu du VIIe siècle, fut déclarée bien national à la Révolution française et démolie en 1794. S'y trouvaient les tombes de saint Fursy et du roi Charles le Simple.

## Histoire

### Origines
Saint Fursy est décédé le 16 janvier, vers 650, à Mézerolles. On se disputa sa dépouille. C'est finalement le maire du palais Erchinoald († 658, souvent appelé Archambaud) qui l'obtint et qui fit construire pour la tombe de ce moine qu'il vénérait une église plus grande sur le Mont des Cygnes, ; l'église, dédiée d'abord aux Douze Apôtres, prit ensuite le vocable de Saint-Fursy. Le maire du palais l'aurait confiée à un groupe de clercs, peut-être des moines irlandais compatriotes de saint Fursy, et dont peut-être était l'un de ses frères, Saint Feuillain ou Saint Ultan. Mais il est probable que de ces deux moines, l'un s'installa plutôt à Lagny, et l'autre en l'abbaye du Mont Saint-Quentin : cette dernière abbaye est souvent confondue dans les documents anciens avec l'église Saint-Fursy, ce qui peut se comprendre étant donné la proximité des deux emplacements. Plus tard, les deux communautés s'opposeront régulièrement sur des questions de juridiction ecclésiastique ou territoriale.

### Moyen Âge
Le roi de Francie occidentale Charles le Simple, fait prisonnier en l'an 923, meurt en cet état à Péronne en 929, et est enterré à Saint-Fursy : il est représenté sur sa pierre tombale, sa bourse à la main.
Au premier groupe de clercs succéda ensuite un chapitre de chanoines, sans qu'on parvienne à préciser historiquement comment se fit la transition du statut monastique au statut collégial, mais au début du XIIe siècle, on ne se souvenait même plus de l'origine monastique des locaux. La première mention d'un doyen (Stephanus decanus) date de 1040-1045. Une trentaine de chanoines pouvaient vivre des revenus de la collégiale, ainsi qu'une dizaine de chapelains. 
Les documents mentionnent un incendie en 1130; les chanoines avaient les moyens de reconstruire un édifice grandiose.
La question des rapports des chanoines de Saint-Fursy et de ceux de Saint-Léger, collégiale plus modeste fondée au XIe siècle au pied du beffroi de Péronne, est assez complexe, mais il semble qu'ils se soient réunis à diverses reprises jusqu'en 1748 où il fut décidé qu'ils célébreraient l'office ensemble, mais sans partager autre chose.
En 1156, Raoul le Vaillant, comte de Vermandois, offrit les revenus annuels des prébendes des églises de Péronne aux Templiers ; en 1191, à la mort de Philippe de Flandres qui conservait en viager le comté de Vermandois qu'il avait cependant cédé au roi, Philippe-Auguste voulut aussi donner aux Templiers les prébendes de Saint-Fursy, ce qui fut annulé par des bulles d'Honorius III.
Dans les années 1230, le chapitre de Saint-Fursy s'opposa fortement à Nicolas de Roye, l'évêque de Noyon.
Une translation des reliques de Saint Fursy a fait date, le 17 septembre 1256, en présence de Saint Louis,.
Parmi les chanoines notables de cette collégiale, on peut citer Pierre de Condé (Petrus de Condeto), également archidiacre de Soissons, clerc aux comptes  de Philippe le Bel et Jean Le Marchant dans la seconde moitié du XIIIe siècle, auteur d'un poème en français, les Miracles de Notre-Dame de Chartres.
Au début du XVe siècle, les chanoines s'opposèrent à l'implantation d'un hospice tenu par les bénédictins, ce qui leur fut imposé par une bulle de Martin V. Ils étaient très jaloux de la gestion des chapelles des environs, jusqu'à ce qu'elles deviennent paroisses, vers le milieu du XVe siècle.

### Renaissance
Au début du XVIe siècle, Charles Quint fait assiéger Péronne pendant un mois, et abandonne le 11 septembre, jour qui restera longtemps fêté en la collégiale,. 
Quelques décennies plus tard, en 1573, un incendie ravage les archives de la collégiale. 
Péronne est alors un centre important de la Ligue : en 1576, Henri III ayant voulu céder la ville aux Huguenots, dut faire marche arrière sur une délégation des habitants de Péronne, dont deux chanoines de Saint-Fursy. Ensuite de quoi la ville fut un bastion de résistance des catholiques, ce qui ne l'empêcha pas de recevoir d'Henri IV un édit assurant ses privilèges en 1594.
En 1603 - 1604, il fut décidé, avec l'accord des chanoines de Saint-Fursy, de faire appel aux Capucins, puis ce furent des Minimes qui s'installèrent. Quant aux chanoines, ils avaient assez de finances pour embellir le chœur de leur collégiale décrit au début du XVIIe siècle : « tout enrichi de fin or depuis quinze ans, est l’un des plus beaux chœurs de toutes les églises de la Picardie. »
En 1636, les chanoines de Saint-Fursy font scandale en décidant de ne plus porter la relique du chef de saint Fursy dans la procession du Saint-Sacrement.

### Disparition de la collégiale à la Révolution
Le 2 novembre 1789, l'Assemblée nationale adopta le Décret des biens du clergé mis à la disposition de la Nation. Le décret du 13 février 1790, interdit les vœux monastiques et supprima les ordres religieux réguliers excepté ceux chargés de l'éducation et des soins aux malades et aux vieillards. La constitution civile du clergé adoptée par l'Assemblée constituante, le 12 juillet 1790, prévoyait dans son article 20 que : « Tous les abbayes et prieurés en règle ou en commende, de l'un et de l'autre sexe [...] de quelque nature et sous quelque dénomination que ce soit, sont, à compter du jour de la publication du présent décret, éteints et supprimés sans qu'il puisse jamais en être établi de semblables. »
Le chapitre de chanoines fut dispersé en 1790, et la collégiale de Saint-Fursy déclarée Bien national. Mise en vente, elle fut démolie en 1794. Les reliques de saint Fursy furent conservées en l'église Saint-Jean-Baptiste, dans la chapelle sud qui lui était dédiée, mais elles ont disparu en 1918.
À l'endroit de la collégiale s'élève maintenant le palais de justice (57 rue Saint-Fursy).
Lors des fouilles de 2003 sur le site de l'église, des ossements humains ont été trouvés, ce qui a donné lieu à l'hypothèse que ce seraient ceux du roi Charles III le Simple, sans qu'une preuve en soit apportée.

### Source de la traduction
- (de) Cet article est partiellement ou en totalité issu de l’article de Wikipédia en allemand intitulé « Saint-Fursy (Péronne) » (voir la liste des auteurs).